# アガサ・クリスティー/サファリ殺人事件
『アガサ・クリスティー/サファリ殺人事件』（アガサクリスティ サファリさつじんじけん、Ten Little Indians）は、1989年のイギリスのミステリ映画。監督はアラン・バーキンショー、出演はドナルド・プレザンスとフランク・スタローンなど。
アガサ・クリスティの長編推理小説『そして誰もいなくなった』の4度目の映画化。このうち2度目の『姿なき殺人者』（1965年）と3度目の『そして誰もいなくなった』（1974年）は、本作のプロデューサーであるハリー・アラン・タワーズによる映画化である。舞台はイギリスからアフリカのサファリに変更されている。アガサ・クリスティ生誕100周年記念作品。

## ストーリー
1930年代。アフリカのとある村に、“オーエン氏”なる謎の人物から招待された9人のサファリ客たちが白人ガイドのロンバードに案内されてやってくる。
すると、彼らの耳にロンバードを加えた10人の過去の罪を告発するレコードの声が聞こえてきた。
そして、童謡「10人のインディアン」の歌詞に合わせるように、サファリ客たちは1人また1人と何者かの手で殺されていく。

## キャスト
※括弧内は日本語吹替。
- ウォーグレイヴ判事: ドナルド・プレザンス（勝田久）
- フィリップ・ロンバード: フランク・スタローン（原康義）
- マリオン・マーシャル: ブレンダ・ヴァッカロ（藤波京子）
- ロメンスキー将軍: ハーバート・ロム（筈見純）[注 1]
- ヴェラ・クレイソン: サラー・マウアー・ソープ（日野由利加）
- ウィリアム・ブロア: ウォーレン・バーリンジャー（英語版）（大宮悌二）
- ヴェルナー医師（イェフダ・エフローニ）：（山野史人）
- アンソニー・マーストン（ニール・マッカーシー）：（大塚芳忠）
- エルモ・ロジャース: ポール・L・スミス（飯塚昭三）
- エセル・ロジャース: モイラ・リスター（英語版）（横尾まり）
- 無線の声：（田口昂）

＜日本語版制作スタッフ＞
プロデューサー：上田正人（TBS）
演出：福永莞爾
翻訳：徐賀世子
制作：コスモプロモーション／TBS
シネマ・アイ：宮島秀司
テレビ放映：TBSテレビ「水曜ロードショー」1993年1月20日